# اتحادیه ابلهان
اتحادیه ابلهان (به انگلیسی: A Confederacy of Dunces) رمانی از جان کندی تول نویسنده آمریکایی است. این اثر نخستین بار سال ۱۳۹۱ با ترجمه پیمان خاکسار در نشر چشمه منتشر شد. بیست و نهمین چاپ آن سال ۱۴۰۰ منتشر گردید. ترجمه فارسی این اثر، در نظرسنجی مجله تجربه به‌عنوان کتاب سال ۱۳۹۱ معرفی شد. مطابق نظرسنجی تایم از نویسندگان آمریکایی در سال ۲۰۰۵، کتاب اتحادیه ابلهان یکی از کتاب‌های برتر ادبی آمریکا در ۲۵ سال اخیر است.

## معرفی
داستان اتحادیه ابلهان در دهه شصت میلادی در نیواورلئان رقم می‌خورد. رمان داستان مردی مجرد، جوان و تحصیل کرده‌است. او از متخصصان ادبیات قرون وسطی نیز به‌شمار می‌آید و با مادرش زندگی می‌کند، در پی بروز مشکل بزرگی در زندگی‌اش مجبور به خروج از خانه می‌شود و این ماجرا برای او ماجراهایی را رقم می‌زند. شخصیت اصلی رمان اتحادیه ابلهان فردی است که با وجود بهره‌مندی از مواهب دنیای مدرن تمام امکانات موجود در آن را نیز به‌سخره گرفته و از آن‌ها ابراز تنفر می‌کند.
جان کندی تول رمان اتحادیه ابلهان را در سی سالگی نوشت و بعد از اینکه هیچ ناشری زیر بار چاپ آن نرفت به زندگی خود پایان داد. بعد از مرگ او با تلاش‌های مادرش کتاب از سوی دانشگاه لوئیزیانا منتشر شد و بلافاصله مورد تحسین منتقدان قرار گرفت. اتحادیه ابلهان سال ۱۹۸۰ در آمریکا منتشر شده‌است. کتاب پس از انتشار جایزهٔ پولیتزر را دریافت کرد و مبدل به یکی از پرفروش‌ترین کتاب‌های سال شد. در حقیقت «اتحادیهٔ ابلهان» ناشرانی بودند که با نپذیرفتن کتاب، دنیا را از آثار بعدی یکی از با استعدادترین نویسندگان ادبیات محروم کردند.

## پیرنگ
کارفرماها احساس می‌کنن، که من ارزش‌هاشون را زیر سؤال می‌برم. به پشت غلتید و ادامه داد: “از من وحشت دارن. حدس می‌زنم اونا می‌فهمن که من مجبور شدم در قرنی که ازش متنفرم کارکرد داشته باشم

اتحادیه ابلهان داستان زندگی پسر چاق و تنبلِ سی و چند ساله به اسم ایگنیشس است که با مادرش در محله‌ای پست در نیواورلئان زندگی می‌کند و متخصص فرهنگ و هنر قرون وسطا است. روحیه آرمانگرایانه دارد. در عین حال فردی تنبل است که مدام برای خانواده و شهر خود دردسر درست می‌کند. او از جامعه مصرف‌گرای آمریکایی بیزار است. او که معتقد است با فروپاشی نظام قرون وسطا، خدایان هرج‌ومرج و جنون و بدسلیقگی مستولی شدند، عجیب و غریب می‌پوشد، رفتار می‌کند و حرف می‌زند و روزهایش را به تنظیم کیفرخواست تاریخی علیه جامعه و علیه قرن حاضر می‌گذراند.
ایگنیشس خردمندی منحصر به فرد دارد که باعث می‌شود نتواند با واقعیت‌های جامعه کنار بیاید، او از جامعه کنونی متنفر است اما اصرار و تمایل مادرش برای کار کردن او را وادار می‌کند از خلوت خود بیرون بیاید و با جامعه رو به رو شود که این خود دردسرهایی برای او و هم برای دیگران دارد. به عنوان مثال در هنگام کار در شلوار لوی، کارگران سیاهپوست آنجا برای تظاهرات و شورش تشویق می‌کند او ستیزه‌خویی را شرط دوام آوردن می‌داند.

## شخصیت‌ها
یک مأمور مخفی دست و پا چلفتی که برای تنبیه به مستراح ایستگاه اتوبوس تبعید شده؛ پیرمرد عاشق‌پیشه‌ای که فکر می‌کند همه پلیس‌ها کمونیست هستند؛ یک پیرزن فقیر دائم‌الخمر؛ رئیس بی‌انگیزه کارخانه در حال ورشکستگی تولید شلوار؛ کارمندان و کارگرانی از او «درب و داغان‌تر»؛ زنی که به سبک بیمارگونه و مسخره‌ای نظریات نوین روان‌شناسی را بلغور می‌کند و در حقیقت به‌هجو می‌کشد؛ هات‌داگ فروش متقلبی که به‌عنوان ادای دین به سنت و تاریخ نیواورلئان بر تن فروشندگانش لباس فرم دزد دریایی می‌پوشاند. این‌ها و شخصیت‌های دیگری از این قبیل، در ماجراهایی موازی قرار می‌گیرند و در نهایت مانند تکه‌هایی از یک پازل به هم می‌پیوندند تا اتحادیه‌ای از ابلهان را در جامعه‌ای که نمونه عصر حاضر است تشکیل دهند. همچنین با کارها و حرف‌های بی‌معنی و دلقک گونه‌شان بر ادعای «ایگنیشس» قهرمان محوری رمان که جهان امروز را سیرکی متحرک می‌بیند صحه بگذارند.

## نقد و بررسی

جلد فارسی اتحادیه ابلهان؛ وقتی نابغه حقیقی در دنیا پیدا می‌شود، می‌توانید او را از این نشانه بشناسید: تمام ابلهان علیه‌اش متحد می‌شوند…!

مجله ادبی هنری تجربه پرونده‌ای به مناسبت انتشار این رمان در ایران چاپ کرد. از زوایای گوناگون به آن پرداخته شده‌است. این مجله اتحادیه ابلهان را رمانی فراموش‌نشدنی معرفی کرده که به سنت رمان‌های پیکارسکی نوشته شده‌است،
اگر چه رمان جان کندی تول در اوایل دههٔ ۱۹۶۰ در نیواورلئان اتفاق می‌افتد، شباهت بسیار زیادی از نظر فرم به رمان‌های موجود در سنت پیکارسک دارد. با مرور تعاریف موجود از ادبیات پیکارسک می‌توان گفت اتحادیه ابلهان دارای بسیاری از ویژگی‌های پیکارسک است، هر چند از برخی جهات از این سنت فاصله می‌گیرد. این کتاب از آنجا که روایتی است با محوریت یک پیکارو در پلاتی نامنظم و پراکنده می‌توان آن را در تعریف رمان پیکارسک جای داد. مضامین طنز و انتقاد اجتماعی از دیدگاه طبقات پایین در لایه‌های زیرین داستان جریان دارند، چرا که کتاب دید گسترده‌ای از جامعهٔ معاصر (ایالت جنوبی لوئیزیانا در دهه ۱۹۶۰) ارائه می‌دهد. از خلال پلات داستان می‌توانیم نگاه گذرا به اسفناک آمریکاییان آفریقایی‌تبار و همجنس‌گرایان بیندازیم که باید در چارچوب مرزهای جامعه حرکت کنند؛ در حالی که همزمان به حاشیه رانده می‌شوند. قهرمان داستان نیز با بیشتر تعاریف ارائه شده از پیکارو هم‌خوانی دارد. شخصیت رندی دارد و فاقد ویژگی‌های معمول قهرمانان است اگر چه همدلی خواننده را جلب می‌کند. ایگنیشس رایلی، هرقدر مشمئز کننده باشد، جایگاه مستحکمی در میان به یادماندنی‌ترین شخصیت‌های ادبیات آمریکا دارد. رمان جنون‌آمیز و خردمندانه جان کندی تول یکی از به یادماندنی‌ترین شخصیت‌های ادبیات آمریکا را به ما می‌شناساند، ایگنیشس رایلی آمیزه‌ای از یک اولیور هاردی دیوانه، یک دن کیشوت چاق و یک توماس آکویناس نابه‌هنجار است در طغیانی پرخاشجویانه علیه دوران مدرن.
داستان که در اوایل دهه ۱۹۶۰ در نیواورلئان می‌گذرد، مجموعه به ظاهر متنوعی از شخصیت‌های رنگارنگ و نامتعارف را به‌کار می‌بندد که سرنوشت‌هایشان در طول داستان به هم گره می‌خورد. از دیدگاه جغرافیایی جان کندی تول و آثارش به ادبیات جنوب آمریکا تعلق دارند و می‌توان بسیاری از ویژگی‌های ادبیات این منطقه را در اتحادیه ابلهان نیز مشاهده کرد. ملوین فریدمن به شناسایی عامل اصلی تمایز اغلب نویسندگان جنوبی از نویسندگانی می‌پردازد که در سبک با فرم دست به تجربه می‌زنند - بر اساس تعریف موجز او نویسندگان جنوبی قصه گویانی هستند که پلات، شخصیتها، فضا و درون مایه را اجزای اصلی نوشتن رمان می‌دانند. از این نظر تول در تعریف نویسندگان جنوبی می‌گنجد چرا که هر چهار عنصر یادشده در اتحادیهی ابلهان پررنگ است. شاید بتوان گفت همین ویژگی‌ها دلیل شکست تول در چاپ این کتاب در زمان حیاتش بوده زیرا در دهه‌های ۱۹۵۰ و ۱۹۶۰ استانداردهای غالب برای برتری آثار ادبی بر ظرافت فرمی و روانشناختی متن بیش از روایت، درون مایه و تنوع شخصیت پردازی تأکید داشت.
همچنین در وصفی دیگر دربارهٔ این اثر آمده‌است: «اتحادیه ابلهان، طنز تلخی دارد، قهرمانان این کتاب، در نزد کتاب‌خوان‌های جایگاهی به مانند «اسکار» در طبل حلبی گونتر گراس یا دن کیشوت سروانتس دارد، بیگانه‌هایی که در جامعه خود ساز مخالف را زده‌اند»

## به فارسی
چندین ترجمهٔ فارسی از این رمان منتشر شده‌است.
- پیمان خاکسار نشر چشمه
- زهره قلی‌پور و محمد ثقفی[نیازمند منبع]